# О народном красноречии
«О красноречии народного языка», традиц. «О народном красноречии» (лат. De vulgari eloquentia) — лингвистический и стиховедческий трактат Данте Алигьери. Данте, писавший свой труд в 1303—1305 годах, задумывал его в четырёх книгах, но полностью закончил только первую. Вторая книга обрывается на 14-й главе. Главная тема трактата — «надлежащий» язык для литературного произведения. В соответствии с традициями средневековой науки трактат написан на латинском языке.

## Краткий обзор содержания
В начале трактата Данте исследует вопрос о происхождении языка. В Вавилоне все языки были перепутаны, но первое слово Адама было «Бог» на еврейском языке. Затем (I, 8 ss.) Данте анализирует современные ему языки, взяв за критерий классификации утвердительную частицу «да». Первую группу образуют родственные романские языки — окситанский (lingua oc), старофранцузский (lingua oil) и староитальянский (lingua sì). Сюда же Данте включает испанский язык, однако, не рассматривает его. Вторую группу образуют языки, имеющие утвердительную частицу jo, к которым, по мнению автора, относятся немецкий, английский, саксонский, венгерский и славянские языки. Третья группа состоит из одного греческого языка. Латинский и греческий, по мнению автора, были установлены в качестве основных ради того, чтобы последующие поколения народов, несмотря на различные языковые перемены, могли читать литературные сочинения друг друга, в конечном итоге, речь идёт о рецепции европейского культурного наследия.
В языке lingua sì Данте выделяет (I, 10) 14 диалектов, ни один из которых, по его мнению, не годится вполне в качестве литературного языка ввиду того, что диалекты слишком несовершенны и слишком отличны друг от друга. Текущую разноголосицу итальянских диалектов Лация, например, Данте с горечью именует «печальноречием» (лат. dicimus igitur Romanorum non vulgare, sed potius tristiloquium). И хотя «почти все тосканцы отупели от безобразия собственной речи» (лат. fere omnes Tusci in suo turpiloquio sint obtusi), некоторые «достойнейшие мужи» (viri prehonorati), к которым Данте относит и себя, оценили превосходство народного языка (vulgaris excellentiam), и то лишь благодаря тому, что отклонялись от наречия, на котором говорит тосканский народ (I, 13).
Наконец, Данте анализирует современную ему поэтику. Он выделяет (II, 4) три литературных стиля, расположенных иерархически, от высшего к низшему: трагический (лат. stilus tragicus), комический (лат. stilus comicus) и элегический (лат. stilus elegiacus).
Особое внимание во второй книге (II, 8-14) Данте уделяет канцоне (лат. cantio), рассматривая её как текстомузыкальную форму. Этот «синтетический» подход формулируется предельно чётко: Omnis stantia ad quandam odam recipiendam armonizata est (II, 10). Автор рассматривает строфическую канцону (музыка охватывает одну стихотворную строфу целиком, а затем текстомузыкальная строфа полностью повторяется) и двухчастную канцону (разная музыка для первой и второй частей строфы), устанавливая для различных частей формы специфическую стиховедческую терминологию (cauda/sirma, piedes, diesis/volta, versus).
Важно, что Данте не ограничивается теоретическими схемами, но приводит многие примеры из литературы. Наиболее значительных поэтов, писавших на вульгарном наречии, Данте почтительно именует «учителями красноречия» (лат. eloquentes doctores). Среди них провансальские трубадуры Арнаут Даниель (лат. Arnaldus Danielis), Бертран де Борн (лат. Bertramus de Bornio) и Гираут де Борнель (лат. Gerardus Bornellus). Из итальянцев Данте чаще других цитирует Чино да Пистойя и «своего друга» (подразумевается сам Данте). Цитируются также итальянские поэты XIII века Гвидо Кавальканти и Гвидо Гвиницелли, трубадуры Аймерик де Беленуа (лат. Namericus de Belnui), Фолькет Марсельский (лат. Folquetus de Marsilia) и Аймерик де Пегильян (фр., лат. Namericus de Peculiano), трувер Тибо Шампанский (лат. Rex Navarre) и др.

## Значение
Трактат Данте — раннее свидетельство учёных дебатов о значении итальянского языка как языка письменной речи. Не будучи вполне достоверным с точки зрения лингвистических предпосылок, он несомненно представляет собой ценный памятник науки, отражающий современные поэту взгляды на соотношение латинского и нарождающихся романских языков. Особенно ценна констатация необходимости единого для всей Италии «идеального» литературного языка, обозначенного автором как лат. vulgare illustre (I, 14; I, 18; II, 1 et passim). Трактату «О народном красноречии» близок по духу другой (также неоконченный) трактат Данте «Пир», в котором автор намеревался путём анализа конкретных поэтических произведений, написанных на итальянском языке, предъявить читателю vulgare illustre во всём его блеске.

## Издания и переводы
- Über das Dichten in der Muttersprache. Aus dem Lateinischen übersetzt und erläutert von Franz Dornseiff und Joseph Balogh. Darmstadt, 1925 (перевод на немецкий язык).
- О народном красноречии. Перевод Ф. А. Петровского. Комментарий И. Н. Голенищева-Кутузова // Данте Алигьери. Малые произведения. М.: Наука, 1968 (перевод на русский язык)
- De vulgari eloquentia. Traduzione e saggi introduttivi di Claudio Marazzini e Concetto Del Popolo. Milano: Mondadori, 1990 (оригинал и перевод на итальянский язык).
- De vulgari eloquentia, edited and translated by Steven Botterill. Cambridge: Cambridge University Press, 1996 (оригинал и перевод на английский язык).